# Liste der dänischen Abgeordneten zum EU-Parlament (1984–1989)
Die Liste der dänischen Abgeordneten zum EU-Parlament (1984–1989) listet alle dänischen Mitglieder des 2. Europäischen Parlaments nach der Europawahl in Dänemark 1984.

## Mandatsstärke der Parteien
- KOM: 1
- SOC: 4
- RBW: 4
- LD/LDR: 2
- EVP: 1
- ED: 4

| Nationale Partei                | Mandate              | Fraktion                                                                                          |
| ------------------------------- | -------------------- | ------------------------------------------------------------------------------------------------- |
| Folkebevægelsen mod EU (N)      | 14                   | Regenbogenfraktion (RBW)                                                                          |
| Det Konservative Folkeparti (C) | 14                   | Fraktion der Europäische Demokraten (ED)                                                          |
| Socialdemokraterne (A)          | 13                   | Sozialdemokratische Fraktion (SOC)                                                                |
| Siumut (S)                      | 1                    | Sozialdemokratische Fraktion (SOC)                                                                |
| Siumut (S)                      | 10 (ab 1. Jan. 1985) | Sozialdemokratische Fraktion (SOC)                                                                |
| Venstre (V)                     | 12                   | Liberale und Demokratische Fraktion (LD)Liberale und Demokratische Reformfraktion (LDR) (ab 1985) |
| Centrum-Demokraterne (M)        | 1                    | Fraktion der Europäischen Volkspartei (EVP)                                                       |
| Socialistisk Folkeparti (F)     | 1                    | Fraktion der Kommunisten und Nahestehenden (KOM)                                                  |
| Socialistisk Folkeparti (F)     | 12 (ab 1. Jan. 1985) | Fraktion der Kommunisten und Nahestehenden (KOM)                                                  |
| Gesamt                          | 16                   |                                                                                                   |

## Abgeordnete
| Bild | MEP                        | Lebens- daten | von               | bis               | Partei | Fraktion | Anmerkungen                     |
| ---- | -------------------------- | ------------- | ----------------- | ----------------- | ------ | -------- | ------------------------------- |
|      | Birgit Bjørnvig            | 1936–2015     | 1. September 1987 | 24. Juli 1989     | N      | RBW      | Nachgerückt für Jørgen Bøgh     |
|      | Jens-Peter Bonde           | 1948–2021     | 24. Juli 1984     | 24. Juli 1989     | N      | RBW      |                                 |
|      | Bodil Boserup              | 1921–1995     | 24. Juli 1984     | 24. Juli 1989     | F      | KOM      |                                 |
|      | Jørgen Bøgh                | 1917–1997     | 24. Juli 1984     | 31. August 1987   | N      | RBW      | Nachrücker: Birgit Bjørnvig     |
|      | Ib Christensen             | 1930–2023     | 24. Juli 1984     | 24. Juli 1989     | N      | RBW      |                                 |
|      | Ejner Hovgård Christiansen | 1932–2007     | 24. Juli 1984     | 24. Juli 1989     | A      | SOC      |                                 |
|      | Ove Fich                   | 1949–2012     | 24. Juli 1984     | 24. Juli 1989     | A      | SOC      |                                 |
|      | Eva Gredal                 | 1927–1995     | 24. Juli 1984     | 24. Juli 1989     | A      | SOC      |                                 |
|      | Else Hammerich             | 1936–2021     | 24. Juli 1984     | 24. Juli 1989     | N      | RBW      |                                 |
|      | John Iversen               | 1954          | 1. Januar 1985    | 24. Juli 1989     | F      | KOM      | Nachgerückt für Finn Lynge      |
|      | Erhard Jakobsen            | 1917–2002     | 24. Juli 1984     | 24. Juli 1989     | M      | EVP      |                                 |
|      | Marie Jepsen               | 1940–2018     | 24. Juli 1984     | 24. Juli 1989     | C      | ED       |                                 |
|      | Frode Kristoffersen        | 1931–2016     | 6. November 1988  | 24. Juli 1989     | C      | ED       | Nachgerückt für Claus Toksvig   |
|      | Finn Lynge                 | 1933–2014     | 24. Juli 1984     | 31. Dezember 1984 | S      | SOC      | Nachrücker: John Iversen        |
|      | Poul Møller                | 1919–1997     | 24. Juli 1984     | 12. Oktober 1986  | C      | ED       | Nachrücker: Lars Poulsen        |
|      | Jørgen Nielsen             | 1939          | 24. Juli 1984     | 24. Juli 1989     | V      | LD/LDR   |                                 |
|      | Tove Nielsen               | 1941          | 24. Juli 1984     | 24. Juli 1989     | V      | LD/LDR   |                                 |
|      | Jeanette Oppenheim         | 1952          | 24. Juli 1984     | 24. Juli 1989     | C      | ED       |                                 |
|      | Lars Poulsen               | 1959          | 13. Oktober 1986  | 24. Juli 1989     | C      | ED       | Nachgerückt für Poul Møller     |
|      | Claus Toksvig              | 1929–1988     | 24. Juli 1984     | 5. November 1988  | C      | ED       | Nachrücker: Frode Kristoffersen |